# Narojki (gmina)
Narojki  (ros. Наройская волость, lit. Naroikų valsčius) – dawna gmina wiejska istniejąca w latach 1861–1934 na Białostocczyźnie. Siedzibą gminy były Narojki.

## Imperium Rosyjskie
Gmina zbiorowa Narojki powstała w wyniku reformy struktur administracyjnych państwa rosyjskiego w 1861 roku. Była częścią powiatu bielskiego należącego (od 1843) do guberni grodzieńskiej. W 1890 roku gmina Narojki obejmowała 61 miejscowości i zamieszkiwało ją 5574 osób.
11 czerwca 1892 wszedł w życie nowy statut miejski, który ograniczył samorządność miejską, a na mocy którego wiele miast guberni grodzieńskiej zamieniono w miasteczka. Zdegradowane miasto Drohiczyn podległo w następstwie statutu z czasem administracji gminy Narojki.

## I wojna światowa
Podczas I wojny światowej gmina wraz z powiatem bielskim należała do okupowanego przez Niemcy Ober-Ostu (w okręgu Białystok), gdzie znacznie zmieniono granice oraz podział administracyjny powiatu bielskiego. Spośród jego 15 gmin, zachowano 9 i zniesiono 6, ponadto utworzono 10 nowych; zmieniły się też granice gmin. W odniesieniu do gminy Narojki:
- zachodnią część gminy Narojki (dwie oddzielne połacie) włączono do gminy Siemiatycze,
- do gminy Narojki włączono fragment gminy Siemiatycze,
- do gminy Narojki włączono południowe pasmo gminy Skórzec.

Podział ten w dużej mierze zachowano, kiedy powiat bielski przeszedł w sierpniu 1919 pod administrację polską.

## II Rzeczpospolita
W okresie międzywojennym gmina Narojki należała do powiatu bielskiego w nowo utworzonym województwie białostockim.
22 października 1919 z południowej części gminy Narojki wyodrębniono miasteczko Drohiczyn, któremu przywrócono status miasta.
Według Powszechnego Spisu Ludności z 1921 roku gminę Narojki zamieszkiwało 8543 osoby, wśród których 6990 było wyznania rzymskokatolickiego, 1338 prawosławnego, 4 ewangelickiego, 4 greckokatolickiego, a 117 mojżeszowego. Jednocześnie 7613 mieszkańców zadeklarowało polską przynależność narodową, 764 białoruską, 14 rusińską, 9 rosyjską, 1 gruzińską, a 52 żydowską. Było tu 1355 budynków mieszkalnych.
16 października 1933 gminę Narojki podzielono na 19 gromad: Arbasy, Bryki, Bujaki, Bużyski, Chechłowo, Chrołowice, Chutkowice, Kamianka, Klepacze, Kłyzówka, Koczery, Korzeniówka, Lisowo, Lubowicze, Łopusze, Miłkowice-Janki, Miłkowice-Maćki, Miłkowice-Paszki, Miłkowice-Stawki, Minczewo, Moczydły, Morze, Narojki, Obniże, Ostrożany, Putkowice Nadolne, Putkowice Nagórne, Runice, Sady, Siekierki, Sieniewice, Skiwy Małe, Smarklice, Smorczewo, Stadniki, Sytki, Śledzianów, Tonkiele, Wierzchuca Nagórna i Wólka.
Gminę Narojki zniesiono z dniem 1 października 1934, a jej obszar wszedł w skład:
- nowej gminy Drohiczyn – gromady Arbasy, Bryki, Bujaki, Bużyski, Chechłowo, Chrołowice, Chutkowice, Klepacze, Kłyzówka, Koczery, Korzeniówka, Lisowo, Łopusze, Miłkowice-Janki, Miłkowice-Maćki, Miłkowice-Paszki, Miłkowice-Stawki, Minczewo, Moczydły, Morze, Narojki, Obniże, Ostrożany, Putkowice Nadolne, Putkowice Nagórne, Runice, Sady, Siekierki, Sieniewice, Smarklice, Smorczewo, Stadniki, Sytki, Śledzianów, Tonkiele, Wierzchuca Nagórna i Wólka,
- gminy Grodzisk – gromady Kamianka i Lubowicze,
- gminy Siemiatycze – gromada Skiwy Małe.